# Tefillin

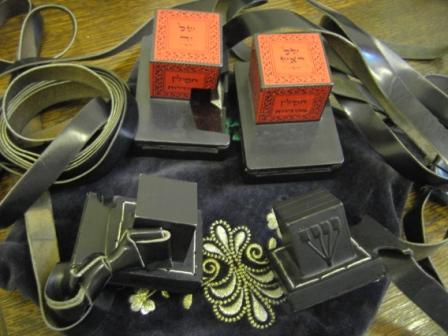
Tefillin con le loro scatole esterne protettive

I tefillin, occasionalmente detti filatteri secondo una traduzione grecizzante, sono due piccoli astucci cubici - anche chiamati battim, che significa 'casa' - di cuoio nero di un animale kasher, cioè puro, con cinghie fissate su di un lato, che gli Ebrei portano durante la preghiera del mattino chiamata Shachrit.
Anche se tecnicamente tefillin è il plurale di tefillah (da non confondere con il termine che significa preghiera), è usato anche come singolare.

## Fonti bibliche
L'obbligo dei Tefillin, come esposto dalla Legge orale, viene affermato quattro volte nella Torah: due volte quando richiama l'Esodo dall'Egitto:
e due volte nei brani del Deuteronomio, presenti nella Shemà:

## Etimologia

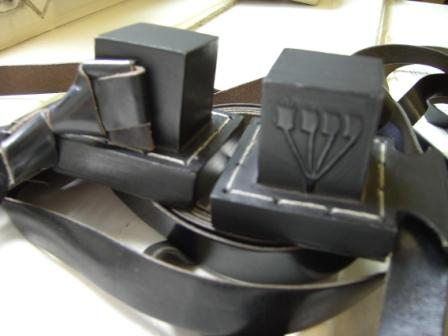
Tefillin correnti

L'origine ultima dei "tefillin" ebraici è incerta. La parola "tefillin" non si trova nella Bibbia ebraica, che li chiama ṭoṭafot. Il Septuaginta traduce "ṭoṭafot" con ἀσαλευτόν, "qualcosa di immovibile". Alcuni credono che si riferisca ad un amuleto, simile al neṭifot ebraico, "gioiello tondo". Il Talmud (Sanhedrin 4b) spiega che la parola ṭoṭafot è una combinazione di due parole straniere: Tot che significa "due" nella lingua Caspi e Fot che significa "due" nella lingua "Afriki", quindi tot e fot significa "due e due", corrispondente ai quattro compartimenti del tefillin per la testa. Il filologo Menahem ben Saruq (X secolo) spiega che la parola deriva dall'ebraico Ve'hateif e Tatifoo, entrambe espressioni che significano "discorso", "poiché quando un individuo vede il tefillin gli fa ricordare e parlare dell'Esodo dall'Egitto".
I primi testi ad usare "tefillin" sono i Targumim e Peshitta e la parola viene usata anche nella successiva letteratura talmudica, sebbene il sostantivo "ṭoṭafah" fosse ancora corrente, usato col senso di "frontale". "Tefillin" potrebbe essere una derivazione aramaica di palal, "supplicare, pregare", parola correlata all'ebraico tefillah, "preghiera." Yaakov ben Asher (XIV secolo) riporta che "tefillin" derivasse dall'ebraico pelilah, "giustizia, evidenza", dato che i Tefillin fungono da segno e prova della Presenza di Dio tra gli ebrei.
L'unico esempio del nome "filatteri" nei tempi antichi avviene una volta nel Nuovo Testamento greco (vangelo di Matteo 23:5), dal quale è poi passato alle lingue europee. "Filatteri" deriva dal greco phulaktērion - φυλακτήριον, "difese", e in greco moderno, "amuleti" o "talismani". Né Aquila di Sinope né Simmaco l'Ebionita usano la parola "filatteri".

## Struttura e contenuti
Uno dei tefillin, detto shel yad, viene allacciato al braccio sinistro (sul destro per i mancini) e l'altro è posto sulla testa, chiamato shel rosh. Ogni scatoletta contiene i quattro brani della Torah in cui viene ricordata la mitzvah dei tefillin: due di essi sono brani tratti dallo Shemà Israel. Questi quattro brani sono scritti da uno scriba su un'unica pergamena per il tefillin del braccio, che è dotato di un unico largo scompartimento, e su quattro pergamene separate, infilate in 4 scomparti appositamente realizzati all'interno del tefillin della testa, che è dotato di quattro scompartimenti.
Su due lati della tefillin shel rosh è impressa la lettera ebraica shin.
La preparazione delle scatolette è integralmente manuale e dura un anno intero.
Gli ebrei compiono in questo modo uno dei 613 precetti comandati dalla Torah.

### Manifattura e preparazione

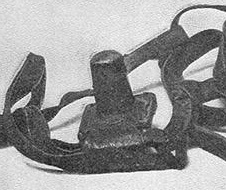
Scatoletta shel yad cilindrica medievale rinvenuta nella Geniza del Cairo

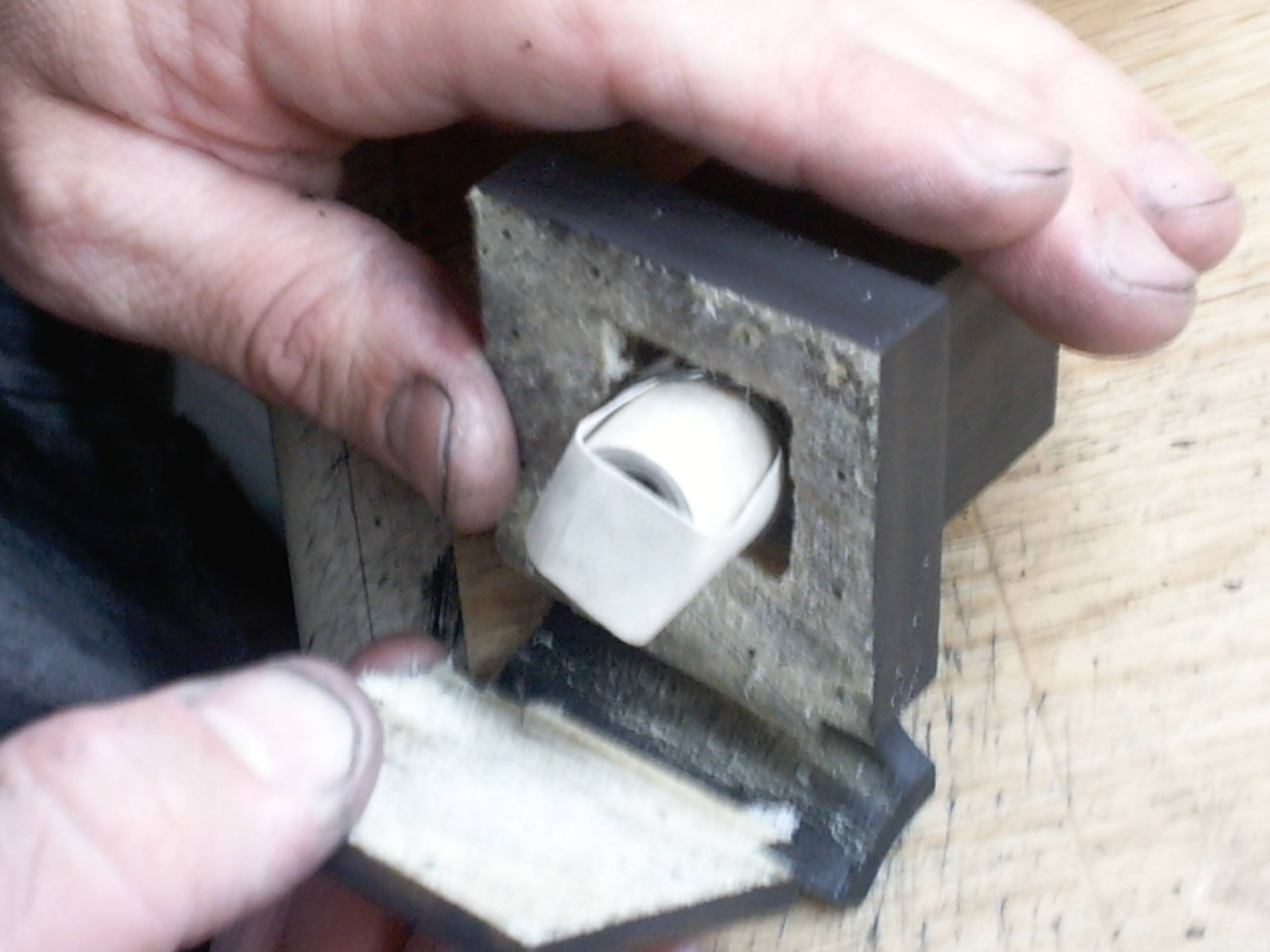
Il rotolino di pergamena per il Tefillin del braccio

Il procedimento di manifattura sia delle scatolette che delle pergamene è complesso e governato da centinaia di regole dettagliate.
Nel primo periodo talmudico i Tefillin erano o cilindrici o cubici, ma successivamente la forma cilindrica divenne obsoleta.
Oggigiorno le scatolette vengono preparate da un unico pezzo di pelle animale, con una base e uno scompartimento superiore che alloggia i rotolini di pergamena. Variano in vari livelli di qualità, con la forma più comune, detta peshutim ("semplice"), che usa diversi pezzi di pergamena per foderare le pareti interne del Tefillin per la testa. I Tefillin di più alta qualità, cioè i dakkot ("sottili"), sono fatti allungando un sottile pezzo di cuoio, e i più durevoli Gassot ("spessi") sono entrambi creati da un unico pezzo di cuoio.
Cinghie di cuoio nero (retsu'ot) passano sotto la base e sono utilizzati per allacciare i Tefillin sul corpo.
Su entrambi i lati del Tefillini per la testa, è impressa la lettera ebraica Šin (ש). Il nodo della cinghia della testa forma la lettera Daleth (ד) o doppia Daleth (ד) (noto come il nodo quadrato) mentre la cinghia che passa nel Tefillin del braccio viene fermata con un nodo a forma di lettera ebraica Jod (י). Queste tre lettere creano il nome Shaddai (שדי), uno dei Nomi di Dio.

### Pergamene

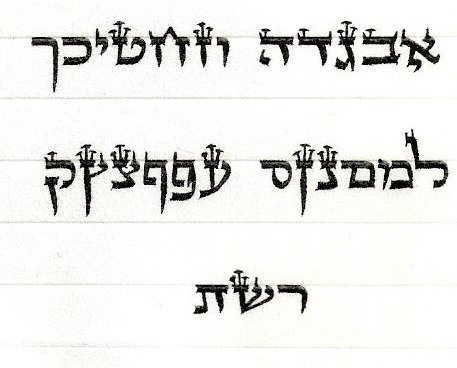
Esempio di alfabeto Ashuri scritto su pergamena (klaf) secondo la tradizione aschenazita

Quattro passi biblici che si riferiscono ai Tefillin sono collocati all'interno delle scatole in pelle. Vengono scritti da un sofer (scriba) con un tipo speciale di inchiostro su un rotolo di pergamena (klaf). Il tipo di alfabeto ebraico deve essere quello Ashuri e ci sono tre stili principali di lettere utilizzate: Beis Yosef - generalmente usato dagli aschenaziti; Arizal - generalmente usato dai chassidim; Velish - usato dai sefarditi. I passi contengono 3188 lettere e richiedono circa 10–15 ore di tempo per essere scritti.
Esistono due diverse scuole di pensiero tra i Maestri dell'ebraismo circa l'ordine di inserimento delle pergamene nei quattro scompartimenti dei Tefillin per la testa. Nel medioevo si svolse un famoso dibattito tra Rashi e suo nipote, Rabbénu Tam. Rashi riteneva che i passi biblici dovessero essere posti secondo l'ordine cronologico seguito dalla Torah: Kadesh Li, Ve-haya Ki Yeviehcha, Shema, Ve-haya Im Shemoa; mentre secondo Rabbénu Tam gli ultimi due passi sono invertiti. Una serie di Tefillin che risalgono al I secolo dell'era volgare sono stati scoperti a Qumran sulla riva occidentale del Mar Morto, vicino alle rovine di Gerico, e hanno rivelato che alcuni furono fatti secondo l'ordine proposto dal Rashi mentre altri da quello di Rabbénu Tam. L'uso prevalente è quello di sistemare le pergamene secondo l'opinione di Rashi, ma alcuni ebrei devoti sono abituati ad indossare brevemente i Tefillin anche secondo Rabbeinu Tam, abitudine seguita dai chassidim. Il posizionamento della sporgenza di un cespo di tendine (se'ar eigel) sulla relativa scatola, identifica secondo quale parere i tefillin sono stati scritti.
Il Gaon di Vilna, che indossava i Tefillin secondo Rashi, rifiutò la regola di ulteriore posizionamento secondo Rabbénu Tam, affermando che esistevano sessantaquattro permutazioni di posizionamento delle pergamene.

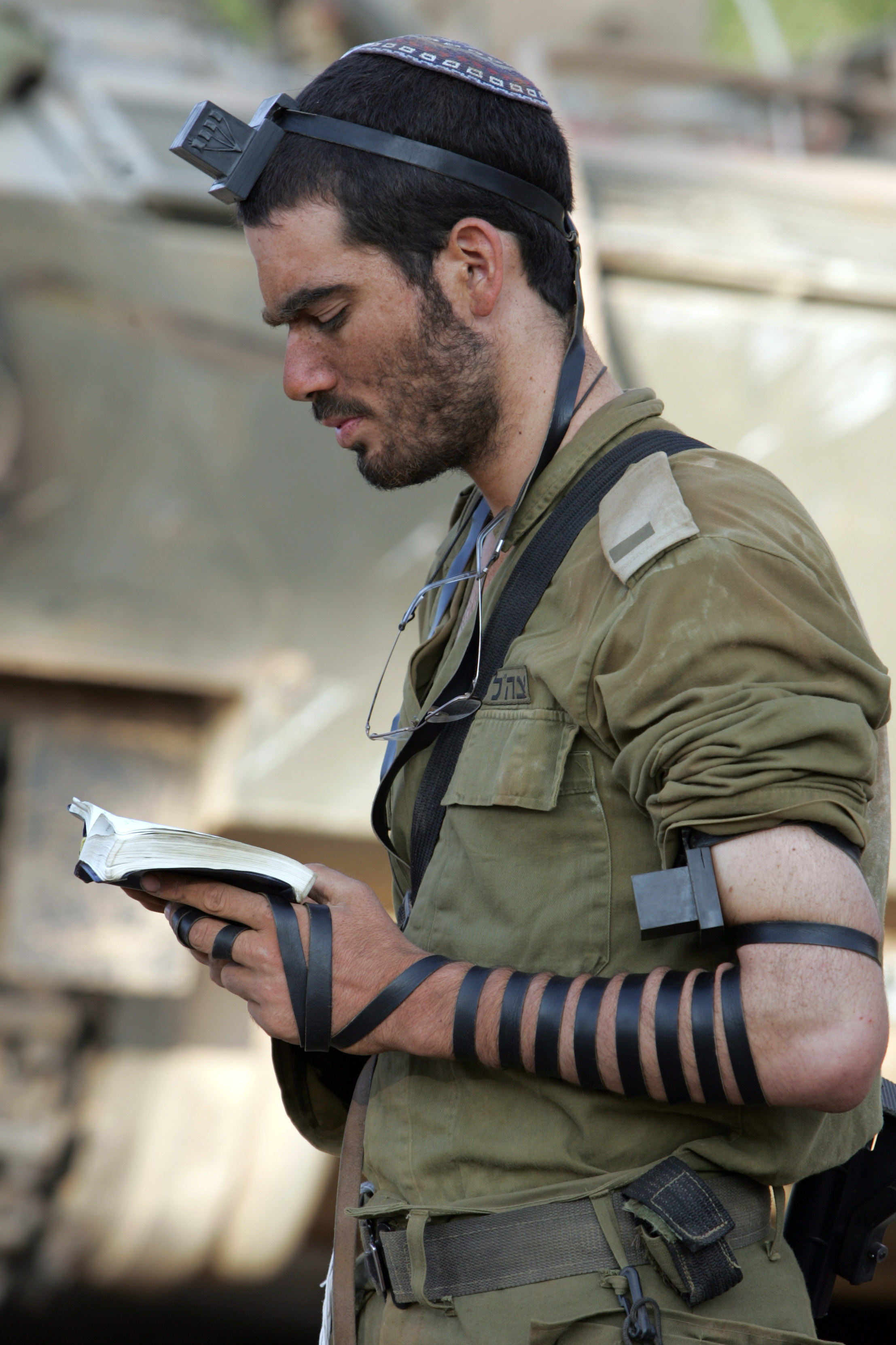
Soldato IDF prega con i tefillin durante la seconda guerra in Libano

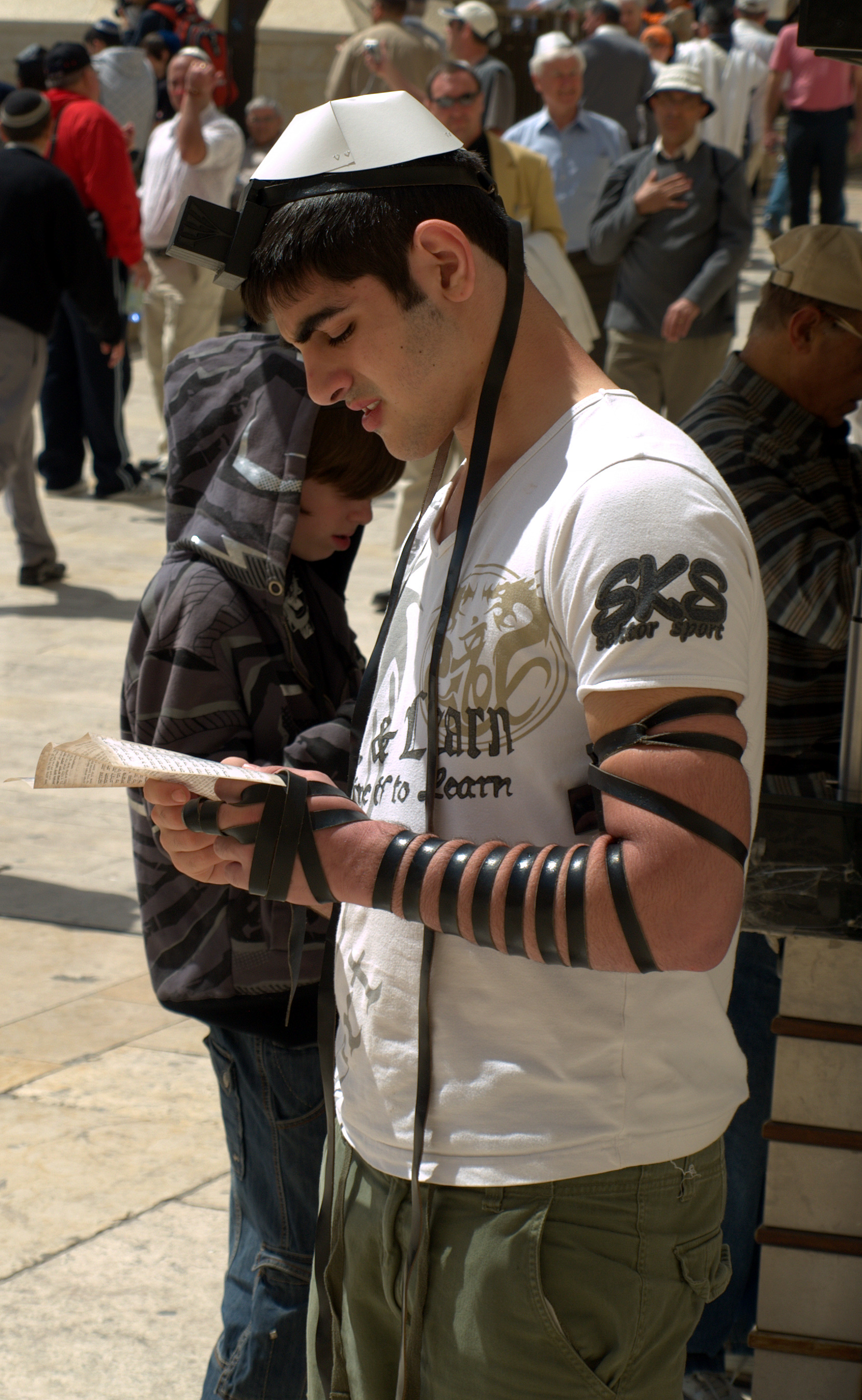
Un uomo davanti al Muro Occidentale che indossa i tefillin della testa e del braccio

## Aspetti connessi all'utilizzo

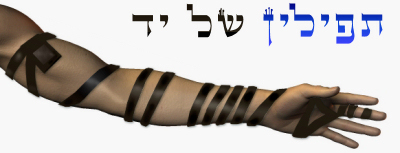
tefillin

### Adempimento

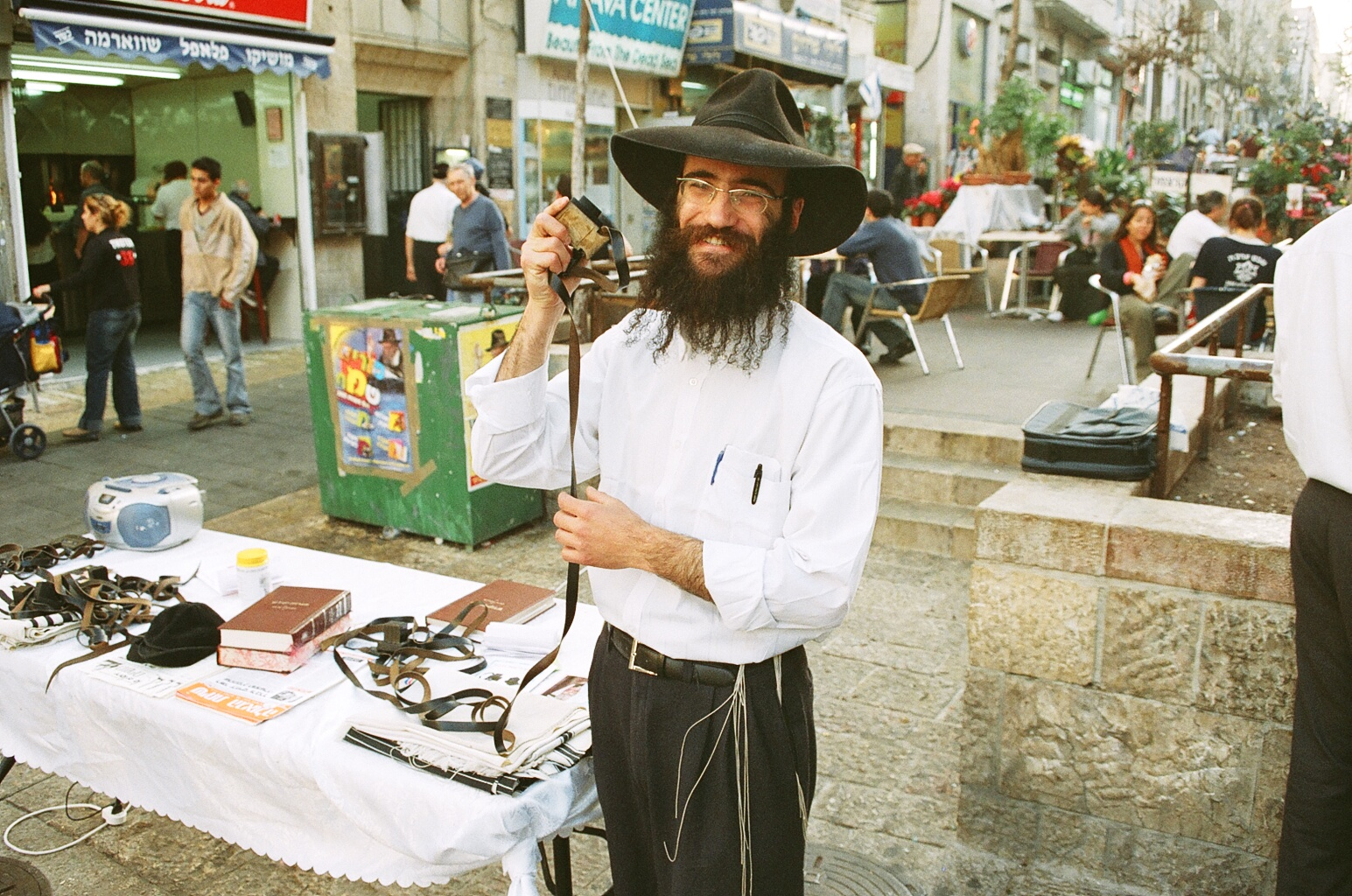
Membro della Campagna Tefillin di Chabad offre ai passanti l'opportunità di indossare i Tefillin

In origine i Tefillin erano indossati tutto il giorno, ma non durante la notte. Oggi l'usanza prevalente è di indossarli solo durante il servizio liturgico mattutino, sebbene alcuni li indossino anche in altre occasioni durante il giorno.
I Tefillin non vengono messi di Shabbat e nelle principali festività ebraiche poiché tali festività sono di per se stesse considerate segni che rendono superflui ulteriori segni come i Tefillin. Durante Chol haMoed (giorni intermedi) di Pesach e Sukkot, esiste un dibattito tra i primi Posek (autorità halakhiche) se i Tefillin debbano essere indossati o meno. Coloro che lo proibiscono reputano che il "segno" dei giorni intermedi abbia lo stesso status dei festival, il che renderebbe ridondante il rituale dei Tefillin. Altri argomentano sostenendo che Chol haMoed non costituisce un "segno", nel qual caso i Tefillin devono essere indossati. Da questa discussione si sono originate tre usanze:
- Evitare di indossare i Tefillin: questa posizione dello Shulchan Aruch si basa sulla Cabala e lo Zohar, che consigliano fortemente di non indossare i Tefillin durante Chol haMoed. Tale disposizione è seguita dagli ebrei sefarditi ed è anche l'opinione del Gaon di Vilna, la cui decisione è accettata universalmente in Israele.[21]
- Indossare i Tefillin senza recitare le benedizioni: Questa è un'opinione seguita, tra gli altri, da Yaakov ben Asher, Moses ben Jacob di Coucy e David HaLevi Segal. Il vantaggio di questo compromesso è che si evitano le trasgressioni di non mettersi i Tefillin o di recitare una benedizione invano.[21]
- Indossare i Tefillin e recitare le benedizioni sottovoce: Questa opinione, basata su Maimonide, è la decisione di Moses Isserles, che scrive affermando che l'usanza è accettata universalmente degli ebrei aschenaziti.[21]

Alla luce dei pareri contrastanti, la Mishnah Berurah (XX secolo) raccomanda agli aschenaziti di fare la seguente stipulazione prima di indossare i Tefillin: "Se sono obbligato a indossare i Tefillin, ho intenzione di compiere il mio dovere e se non sono obbligato a indossare i Tefillin, il mio farlo non deve essere considerato come adempimento di un obbligo", e che la benedizione non sia recitata.
Nel giorno del digiuno di Tisha b'Av, i Tefillin non sono indossati al mattino poiché sono considerati un "ornamento", simboli di bellezza, considerati non opportuni in un giorno di lutto. Sono invece messi durante il servizio pomeridiano di Mincha. Ci sono però coloro che hanno la tradizione (gli ebrei di Aleppo, Siria) di indossare privatamente i Tefillin durante Tisha B'Ab, a casa e pregando privatamente, recitando l'Amidah e poi togliersi i Tefillin e andare in sinagoga per completare le preghiere.

## Obblighi
È dovere di indossare i Tefillin per i maschi dopo l'età di tredici anni. Sebbene le donne siano esenti da tale obbligo, alcuni antichi codificatori lo permettevano. Moses Isserles (XVI secolo) tuttavia lo sconsiglia. Storicamente la mitzvah dei Tefillin non era osservata dalle donne, ma il rituale apparentemente veniva praticato da alcune donne nella Francia e Germania medievali. Esistono tradizioni di donne rinomate che mettevano i Tefillin e l'idea sta riscuotendo successo tra le donne associate al movimento dell'Ebraismo conservatore.
Non sono obbligati ad indossare i Tefillin, tra gli altri, le persone in lutto durante il primo giorno del loro periodo di lutto, lo sposo nel giorno del matrimonio, colui che soffre per disturbi intestinali o comunque sia infermo e che non si possa concentrare. Ne è esente anche chi è preso dallo studio della Legge, gli scribi e i rivenditori di Tefillin e mezuzot mentre svolgono il loro lavoro, se non lo si può posporre.
I codici reputano il comandamento dei Tefillin come importante e chiamano "trasgressori" coloro che non lo osservano. Maimonide considera il comandamento di indossare il Tefillin del braccio e quello della testa come due mitzvot positive separate. Il Talmud cita Rav Sheshet che asserì che trascurando il precetto, si trasgrediscono otto comandamenti positivi. Un resoconto di grande trascuratezza nell'osservanza di questo precetto viene descritto da Moses ben Jacob di Coucy nel XIII secolo in Spagna. Potrebbe forse esser dovuto alla paura di persecuzione, simile a ciò che accadde agli ebrei che vivevano in Terra d'Israele durante l'occupazione romana nel II secolo.